# Invoke (loa thông minh)
Invoke (cách điệu INVOKE) là loa thông minh được phát triển bởi Harman Kardon và hỗ trợ bởi phần mềm trợ lí ảo của Microsoft tên Cortana. Người dùng có thể tương tác bằng giọng nói với Cortana để được cung cấp các tính năng như đặt báo thức, các sự kiện, tìm kiếm, thời tiết, tin tức, giao thông, chuyến bay và thông tin thời gian thực khác. Thêm thế nữa, bộ nhận diện giọng nói Cortana của loa kết nối với một tài khoản Microsoft Account còn có thêm các tính năng đặc lịch, lời nhắc, đi lại, danh sách các việc cần làm và cả tính năng nhà thông minh.
Thiết bị chỉ hỗ trợ stream nhạc trên các dịch vụ âm nhạc Spotify, iHeartRadio và TuneIn. và là loa thông minh đầu tiên hỗ trợ các cuộc gọi thoại trên Skype. Bên trong loa bao gồm 7 microphone tầm xa, 3 loa woofers, 3 loa tweeters, 2 bộ tản nhiệt thụ động và bộ khuếch đại âm thanh 40 watt.

## Lịch sử
Tháng 12 năm 2016, Microsoft thông báo đang hợp tác với Harman Kardon để phát triển loa thông minh được hỗ trợ bởi Cortana ra mắt vào năm 2017 và tung ra bản xem trước của thiết bị trên YouTube.
Thiết bị được ra mắt chính thức vào ngày 2 tháng 10 năm 2017, được mở bán thông qua Microsoft Store vào ngày 22 tháng 10 năm 2017 và các nhà bán lẻ chọn lọc khác như Best Buy, với giá khởi điểm là 199.95 đô. Vào ngày cuối tuần trong lễ Tạ ơn rơi vào dịp giảm giá Black Friday, loa đã được giảm giá chỉ còn 99 đô.

## Tính năng

### Âm thanh độc lập
Harman Kardon Invoke có thể tự thực hiện chức năng của 1 loa không dây Bluetooth độc lập, cũng như được tích hợp tính năng Spotify Connect giúp stream audio. Được sản xuất bởi nhà sản xuất các thiết bị âm thanh gia dụng, Invoke gồm 3 loa woofer và 3 loa tweeters cho mọi quãng âm, âm thanh 360 độ cũng như 2 bộ tản nhiệt thụ động hỗ trợ các âm trầm trong bộ tiêu âm.

### Cortana
Việc tích hợp Cortana của Microsoft mang đến cho loa thông minh Invoke những tính bao gồm trợ lý ảo, stream nhạc, nhà thông minh, các cuộc di động gọi đi/đến cũng như cuộc gọi cố định, chẳng hạn các cuộc gọi Skype-to-Skype khi tất cả đều thông qua Skype.
Cortana có thể hoạt động thông qua câu nói khởi động "Hey Cortana" hoặc bằng cách giữ 3 giây vào vùng chạm điện tích trên đỉnh của loa. Sau đó, Cortana có thể được điều khiển qua các thiết bị nhận diện giọng nói với cách thức giống với các thiết bị Windows 10, Windows 10 Mobile, Windows Phone 8.1, Xbox One, iOS và Android.
Bởi vì Cortana có thể đồng bộ hoá với tài khoản Microsoft, nên loa Invoke có thể tương tác giữa các thiết bị của người dùng có cài đặt phần mềm Cortana, như điện thoại của họ, cho phép đồng bộ hoá với Cortana Notebook chứa các cuộc hẹn, lời nhắc, danh sách, địa điểm, đề xuất phong cách sống, giao thông, di chuyển, bưu phẩm, chuyến bay, báo thức, thời tiết và các chủ đề tin tức của người dùng.

### Các cuộc gọi đến và đi
Invoke có thể tạo và nhận các cuộc gọi không cần chạm tay bằng phầm mềm Cortana thông qua việc tích hợp Skype.

### Nhà thông minh
Thông qua Cortana, Invoke tương thích với các nền tảng nhà thông minh bao gồm Insteon, Nest, SmartThings, Wink và Philips Hue.
Ngày 16 tháng 2 năm 2018, Microsoft thông báo chế độ kết nối với nhà thông minh đã được thêm vào ecobee, Honeywell Lyric, Honeywell Total Connect Comfort, LIFX, TP-Link Kasa và Geeni. Đồng thời có hỗ trợ cho IFTTT.

## Phản hồi
Các bản đánh giá trước đây đều khen ngợi Invoke vì cả thiết kế sắc nét và chất lượng cấu tạo hoàn hảo của nó cũng như chất lượng âm thanh cao cấp hơn hẳn trong cuộc chiến với các đối thủ như Amazon Echo và Google Home và nó được gọi là "một tùy chọn hấp dẫn cho bất kỳ ai coi trọng chất lượng âm nhạc."
Molly Price của CNET so sánh Invoke với Amazon Echo và Google Home, nhấn mạnh vào thiết kế vỏ ngoài bằng kim loại của Invoke, điều khiển âm lượng trơn tru và bàn di chuyển chuột, "cảm thấy nó cao cấp thật sự và quả là tin vui cho loa có giá cao hơn Amazon Echo và Google Home." Cô cũng nhận thấy "âm thanh 360 độ của Invoke cho ra các âm trầm đầy đặn hơn và âm cao trong hơn so với dòng loa Echo Amazon." Một biên tập viên khác của CNET, Ty Pendlebury, so sánh Invoke với Sonos One hỗ trợ bởi Alexa và "cảm thấy vừa thích hợp - dù mỗi loa có điểm mạnh và điểm yếu riêng".
Devindra Hardawar của Engadget khen ngợi rất nhiều về chất lượng âm thanh của Invoke, phát biểu rằng "Nghe thật tuyệt vời, vì vậy nó đặc biệt thích hợp cho những người yêu thích âm nhạc" và "nếu so sánh thì Invoke có giá đắc và âm thanh mang nhiều sắc thái hơn, trong khi Echo rẻ hơn nhưng âm thanh lại không quá nổi bật" Ông cũng lưu ý về cấu tạo có chất lượng cao của Invoke và đề cập đến "sự khác biệt trong cấu tạo: Echo được làm hoàn toàn bằng nhựa, trong khi Invoke có vỏ kim loại cao cấp hơn, chỉ với một ít nhựa tại đáy loa. Ngay cả mặt đồng hồ điều khiển cũng có cảm giác tốt hơn nhiều so với Echo; nó di chuyển trơn tru hơn và cảm thấy như đang sở hữu một phần của thiết bị âm thanh cao cấp." Hardawar ghi nhận lịch sử lâu dài của Harman Kardon trong ngành công nghiệp thiết bị âm thanh vì sự thành công của thiết bị âm thanh Invoke.
Cả hai đánh giá cũng đều đề cập rằng trong khi (tại thời điểm phát hành của Invoke) Cortana của Microsoft đã đứng sau so với các trợ lí ảo khác về mặt các kỹ năng, nhưng sự hợp tác của Microsoft và Amazon để tích hợp Alexa vào Cortana, và ngược lại, sẽ sớm giải quyết được vấn đề đó.

## Liên kết ngoai
- Website chính thức
- https://www.microsoft.com/en-us/cortana/devices/invoke